# Têt

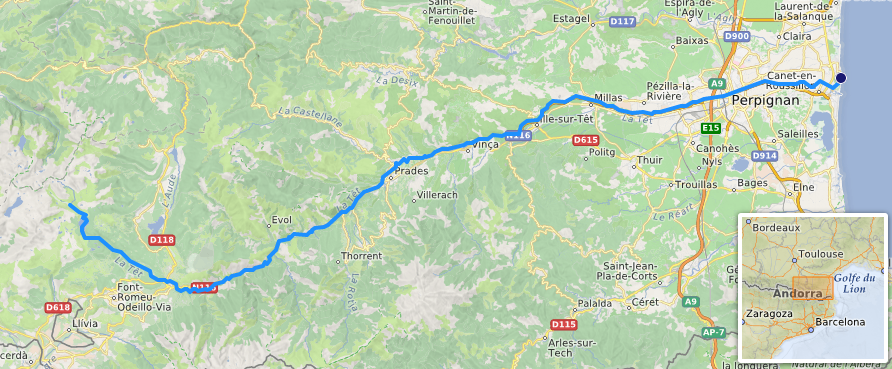
Kaart met loop van de rivier

De Têt (Catalaans: Tet en Spaans: Têt) is een rivier in het zuiden van Frankrijk, in de regio Occitanie. Zij ontspringt in de Pyreneeën, aan de voet van de Pic Carlit en stroomt oostwaarts door het departement van de Oostelijke Pyreneeën naar de Middellandse Zee. De stad Perpignan / Perpinya / Perpignãn ligt aan de onderstroom van de Têt.
Er zijn stuwdammen niet ver voorbij de bron (het meer van Bouillouses) en bij Vinça.
De belangrijkste zijrivieren zijn de Riberole, de Carança, de Mantet, de Rotja, de Cady, de Castellane, de Lentilla en de Boulès. Steden aan de rivier zijn Mont-Louis, Olette, Villefranche-de-Conflent, Prades en Perpignan.
Er is één gemeentenaam die naar de rivier verwijst: Ille-sur-Têt.
- Bibliothèque nationale de France: cb121992366 (data)
- Gemeinsame Normdatei: 4287833-0
- Virtual International Authority File: 28144647636829848280